# Len Wein
Len Wein (Nova York, 12 de junho de 1948 - 9 de setembro de 2017) foi um autor estadunidense de histórias em quadrinhos. Ele era melhor conhecido por ser o co-criador dos personagens Monstro do Pântano (DC Comics) e Wolverine (Marvel Comics).
Wein foi indicado ao Eisner Award em 2008.

## Biografia

### Início da Carreira
O primeiro trabalho profissional de Len Wein foi a história "Eye of the Beholder" para a Editora DC Comics, na revista Teen Titans #18 (dezembro de 1968), em co-autoria com Marv Wolfman. No ano seguinte ele publicou várias histórias na revista de mistério The House of Secrets e nas revistas similares da Marvel Tower of Shadows e Chamber of Darkness. Além disso, ele escreveu romances para Secret Hearts (DC). Outros trabalhos foram contos de horror para as revistas Nightmare e Psycho e histórias curtas de faroeste para a revista The Bravados e The Sundance Kid; para a editora Gold Key Comics escreveu na Mod Wheels e Boris Karloff Tales of Mystery.

### DC e Marvel Comics
O primeiro super-herói da Marvel com quem Len Wein trabalhou foi o Demolidor, na revista Daredevil #71 (Dezembro de 1970) em co-autoria com o editor Roy Thomas. Depois, Wein começou a escrever revistas esporádicas para a DC como Adventure Comics (com a Supergirl e Zatanna), The Flash e Superman, enquanto continuava com as histórias de mistério, inclusive na revista Phantom Stranger #14–26 (agosto de 1971 – setembro de 1973).
Wein e o artista Bernie Wrightson criaram o personagem de horror Monstro do Pântano na revista The House of Secrets #92 (julho de 1971). O personagem se tornou popular, com a DC lançando séries e mini-séries - inclusive a série inicial 1972–76 começada por Wein e Wrightson, e a mini-série dos anos de 1980 Saga of the Swamp Thing, editada por Wein e um dos primeiros trabalhos de Alan Moore. Ele escreveu a revista da Liga da Justiça (Justice League of America, #100–114) com o artista Dick Dillin. Escreveu "The Human Target" em Action Comics, Detective Comics e The Brave and the Bold.
Ainda no anos de 1970, Len começou a escrever regularmente para a Marvel Comics. Ele sucedeu Roy Thomas como o editor-chefe das revistas coloridas em 1974. Voltando ao trabalho de escritor, Wein escreveu para Marvel Team-Up, The Amazing Spider-Man, The Incredible Hulk, Thor e Fantastic Four, bem como histórias dos Defensores e Irmão Vodu. Em 1975, ele e o artista Dave Cockrum reviveram a criação de  Stan Lee / Jack Kirby, a equipe de super-heróis mutantes X-Men, que haviam ficado sem revista própria por quase meia década. Reformulando a equipe, os autores lançaram os personagens Noturno, Tempestade,  Colossus e Pássaro Trovejante; Wein tinha criado Wolverine antes, com o artista John Romita e Herb Trimpe, como vilão do Hulk. Wein roteirizou as duas aventuras seguintes dos X-Men. A partir do terceiro número, as aventuras passaram para Chris Claremont, que tornou o grupo um dos campeões de vendas da editora. Wein se encarregou das histórias do Homem-Aranha até 1978.

### Retorno a DC

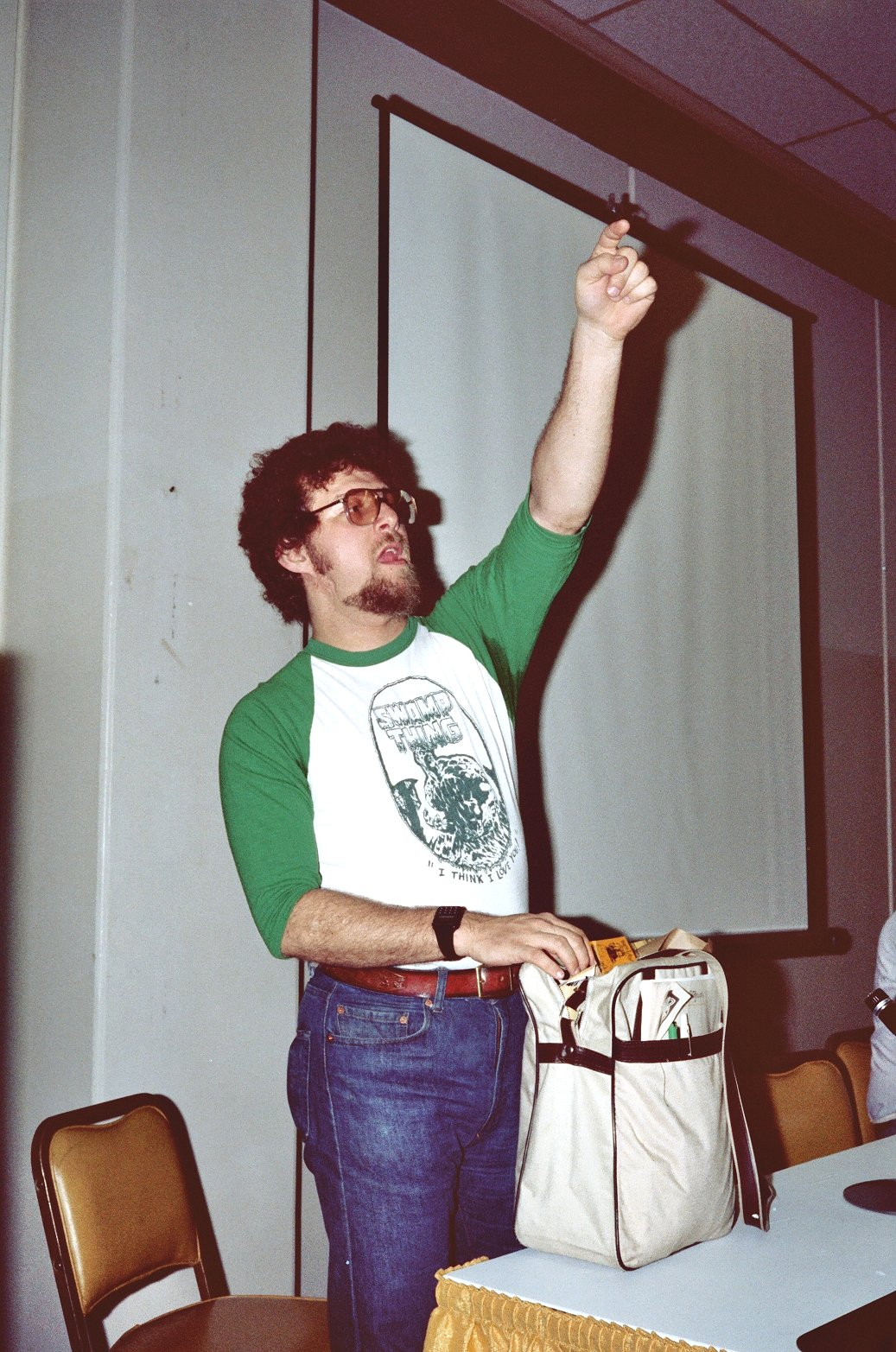
Len Wein em julho de 1982

No final dos anos de 1970, depois de uma disputa com os chefões da Marvel, Wein voltou para a DC. Ele escreveu Batman e Lanterna Verde com os artistas Dave Gibbons e Mark Farmer. Na revista Batman, #307, ele criou o executivo da Fundação Wayne Lucius Fox (interpretado por Morgan Freeman no filme Batman Begins e The Dark Knight). Ele também escreveu diálogos para a mini-série Lendas que tinha o roteiro de John Ostrander e a arte de John Byrne e Karl Kesel. Como editor, ele trabalhou na mini-série Camelot 3000, nas séries dos Novos Titãs, Batman e os Renegados, na macro-série Crise nas Infinitas Terras, All-Star Squadron, e na aclamada mini-série Watchmen. Wein depois escreveu a reformulação do Besouro Azul, ajudou na reformulação da Mulher Maravilha com roteiros e desenhos de George Pérez e criou o super-herói Gunfire com o artista Steve Erwin.

### Carreira recente
Mudando-se para a Costa Oeste, Wein foi editor-chefe da Disney Comics por três anos nos anos de 1990. Depois começou a escrever e editar os episódios da série animada dos X-Men, Batman, Spider-Man, Street Fighter, ExoSquad, Phantom 2040, Godzilla, Pocket Dragon Adventures, Reboot e Shadow Raiders. Em 2001, ele e Wolfman escreveram o roteiro de Gene Pool para a Helkon e  IDW Publishing.
Wein também colaborou com o escritor Kurt Busiek e o artista Kelley Jones na mini-série de Conan: The Book of Thoth da Dark Horse Comics. Ele também fez o roteiro da série de quadrinhos Victorian da Penny-Farthing Press e episódios de The Simpsons e Futurama.
Em julho de 2008, Wein foi nomeado editor-chefe da Bloodfire Studios, uma companhia independentende de quadrinhos.

### Vida pessoal
Sua primeira esposa foi Glynis Oliver, uma colorista de quadrinhos que trabalhou muito tempo na série dos X-Men. Sua segunda esposa foi Christine Valada, uma fotógrafa e advogada 

## Prêmios
Wein venceu o Shazam Award como melhor escritor dramático em 1972, por Monstro do Pântano, e melhor história individual (Drama), por  "Dark Genesis" com o Monstro do Pântano #1 (com  Berni Wrightson). Ele foi indicado nas mesmas categorias no ano seguinte, mas ele e Wrightson venceram o Shazam Award como melhor série, com o Monstro do Pântano. Ele venceu em 1982 o Prêmio Comics Buyers Guide como melhor editor. Wein foi indicado em 1999 para o prêmio Bram Stoker, concedido pelos "Horror Writers of America" (escritores de horror americanos), pelo conto The Dreaming: Trial and Error, do selo  Vertigo da DC.